# Index mondial de persécution des chrétiens
L'Index Mondial de Persécution des Chrétiens est un classement réalisé par Portes Ouvertes qui se donne pour objectif de présenter les 50 pays dans lesquels il y aurait le plus de persécutions des chrétiens. Il a été créé dans le but de mieux connaître le contexte et l'intensité des discriminations subies par les chrétiens à travers le monde.

## Historique
L'index a été créé en 1993 par l'organisation non gouvernementale chrétienne Portes Ouvertes. Il a été rendu public à partir de 1997. Il est publié chaque année depuis lors.

## Caractéristiques
L'Index rassemble des données qui se veulent représentatives de la persécution des chrétiens. Compilé par le « département de recherche » de Portes Ouvertes International à partir de données de terrain, il suit les changements vécus par les chrétiens dans 150 pays, puis classe parmi eux les 50 pays où il est, selon les critères définis par l'Index, le plus difficile et dangereux de pratiquer la foi chrétienne. 
Il s'agit d'un outil qui prend en compte les deux formes principales de persécution : d’un côté, la violence physique et matérielle (« persécution marteau ») et de l’autre côté, la violence d’oppression au quotidien (« persécution étau »). Cette dernière est « moins visible, mais insidieuse, avec des rejets, des oppressions discrètes, des dénis de droits, des exclusions. ».

## Rapports
En 2023, le rapport analyse la persécution sur les trente dernières années. Le nombre de pays touchés par la persécution est passé de 40 en 1993, à 78 aujourd'hui, selon l'ONG. Le score moyen des 50 pires pays pour les chrétiens a augmenté de 25% en trente ans. Ainsi, la persécution s'étendrait et s'intensifierait.
Le classement 2024 montre une augmentation significative de la persécution, qui serait en hausse constante depuis plus de 10 ans. Sur la période étudiée pour élaborer l'Index Mondial de Persécution des Chrétiens 2024, 4998 chrétiens ont été tués en raison de leur croyance dont plus de 80% au Nigeria : cela représente plus de 13 chrétiens tués par jour dans le monde en raison de leur foi. 4125 chrétiens ont été détenus dont 2332 en Inde. Sur les 14766 églises ciblées, au moins 10000 l'ont été en Chine.
L'ONG Portes Ouvertes estime que plus de 365 millions de chrétiens (1 chrétien sur 7) sont fortement persécutés et discriminés dans le monde. Parmi eux, ce sont ceux qui ont quitté leur ancienne religion pour embrasser le christianisme qui sont le plus persécutés.
La Corée du Nord est à la tête du classement. Au total, ce sont désormais 13 pays classés en zone de persécution extrême, c'est-à-dire qui comptabilisent plus de 81 points de persécution sur 100.
L'association fait également état d'une aggravation des violences en Afrique subsaharienne depuis 30 ans. L'extrémisme islamiste, représenté par plusieurs groupes armés, gagne du terrain. Les kidnappings, raids sur les églises ou encore meurtres sont de plus en plus fréquents, notamment au Nigeria.

## Critiques
L'Index a parfois été critiqué pour son manque de rigueur méthodologique, d’exactitude dans les chiffres, la latitude d’interprétation des données. En trente ans, la méthodologie de l'Index Mondial de Persécution des Chrétiens a été affinée et améliorée plusieurs fois.